# 欧讷伊
欧讷伊（法語：Auneuil，法語發音：[onœj]）是法国瓦兹省的一个市镇，属于博韦区。该市镇于2017年由原欧讷伊与市镇特鲁叙尔合并而成。

## 地理
欧讷伊（49°22'12"N, 1°59'49"E）面积27.33 平方千米，位于法国上法蘭西大區瓦兹省，该省份为法国北部内陆省份，北起索姆省，西接厄尔省和滨海塞纳省，南至塞纳-马恩省和瓦兹河谷省，东临埃纳省。
与欧讷伊接壤的市镇（或旧市镇、城区）包括：兰维莱尔、布赖地区圣莱热、布赖地区贝尔讷伊、莱欧塔利康、拉乌苏瓦、维莱圣巴泰勒米、博蒙莱诺南、勒沃鲁、圣马丹勒讷。
欧讷伊的时区为UTC+01:00、UTC+02:00（夏令时）。

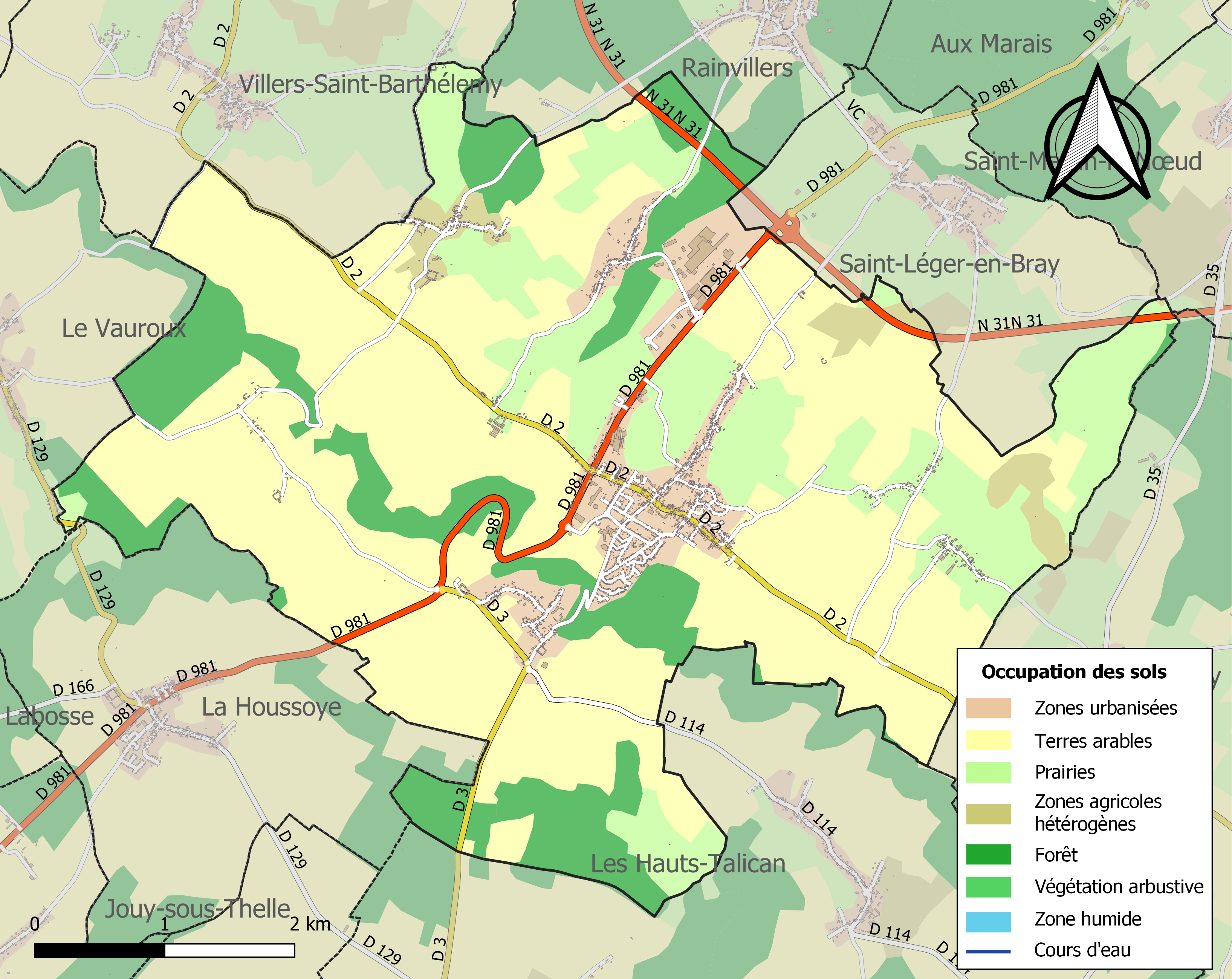
欧讷伊的OSM定位图

## 行政
欧讷伊的邮政编码为60390，INSEE市镇编码为60029。

## 政治
欧讷伊所属的省级选区为博韦第二县。

## 人口

1962-2008年间欧讷伊人口变化图示

欧讷伊于2022年1月1日时的人口数量为2895人。